# ASMA-1
ASMA-1 este un aparat recirculator cu circuit semiînchis, cu mare autonomie, ce funcționează cu amestecuri gazoase binare supraoxigenate prefabricate azot-oxigen (Nitrox) sau heliu-oxigen (Heliox). Aparatul a fost realizat de către Centrul de scafandri din Constanța, în colaborare cu specialiști din Catedra de Hidraulică și Protecția Mediului din Universitatea Tehnică de Construcții București.
Realizarea acestui aparat a apărut din necesitatea efectuării de scufundări profesionale cu scop industrial sau militar, care să permită scafandrilor durate destul de mari de scufundare la adâncimea de lucru, cu durate de decompresie cât mai scurte.

## Elemente componente
Aparatul ASMA-1 este alcătuit din următoarele elemente componente principale: 
- butelii de alimentare încărcate la presiunea 200 bar (sc.man.), conținând amestecuri gazoase supraoxigenate,
- detentor de presiune treapta I
- ajutaj de injecție masică
- sacul respirator
- furtun de expirație și inspirație
- piesă bucală
- cartuș epurator
- supapă de evacuare
- regulatorul de presiune treapta a II-a
- manometru de control

ASMA-1 are ca principiu de funcționare injecția masică, prin care se realizează introducerea permanentă în sacul respirator a unui debit masic din amestecul de gaze supraoxigenat stocat în butelii. Se acoperă astfel deficitul de oxigen din sac, care a rezultat prin consumarea acestuia de către scafandru.

## Detalii tehnice
Principalele caracteristici tehnice ale aparatului ASMA-1 sunt: 
- scufundări unitare autonome: 
  - adâncimea maximă de 51 m cu amestecuri binare Nitrox;
  - adâncimea maximă de 54 m cu amestecuri binare Heliox
- scufundări unitare cu turelă sau cu alimentare de la suprafață: 
  - adâncimea maximă de 70 m cu amestecuri binare Nitrox;
  - adâncimea maximă de 120 m cu amestecuri binare Heliox
- capacitatea buteliilor cu amestec respirator: 2×4 l fiecare;
- presiunea de încărcare a buteliilor: 200 bar (sc.man.);
- autonomie : 2...3 ore;
- dimensiuni: 600 × 480 × 220 mm.